# Astra Zarina

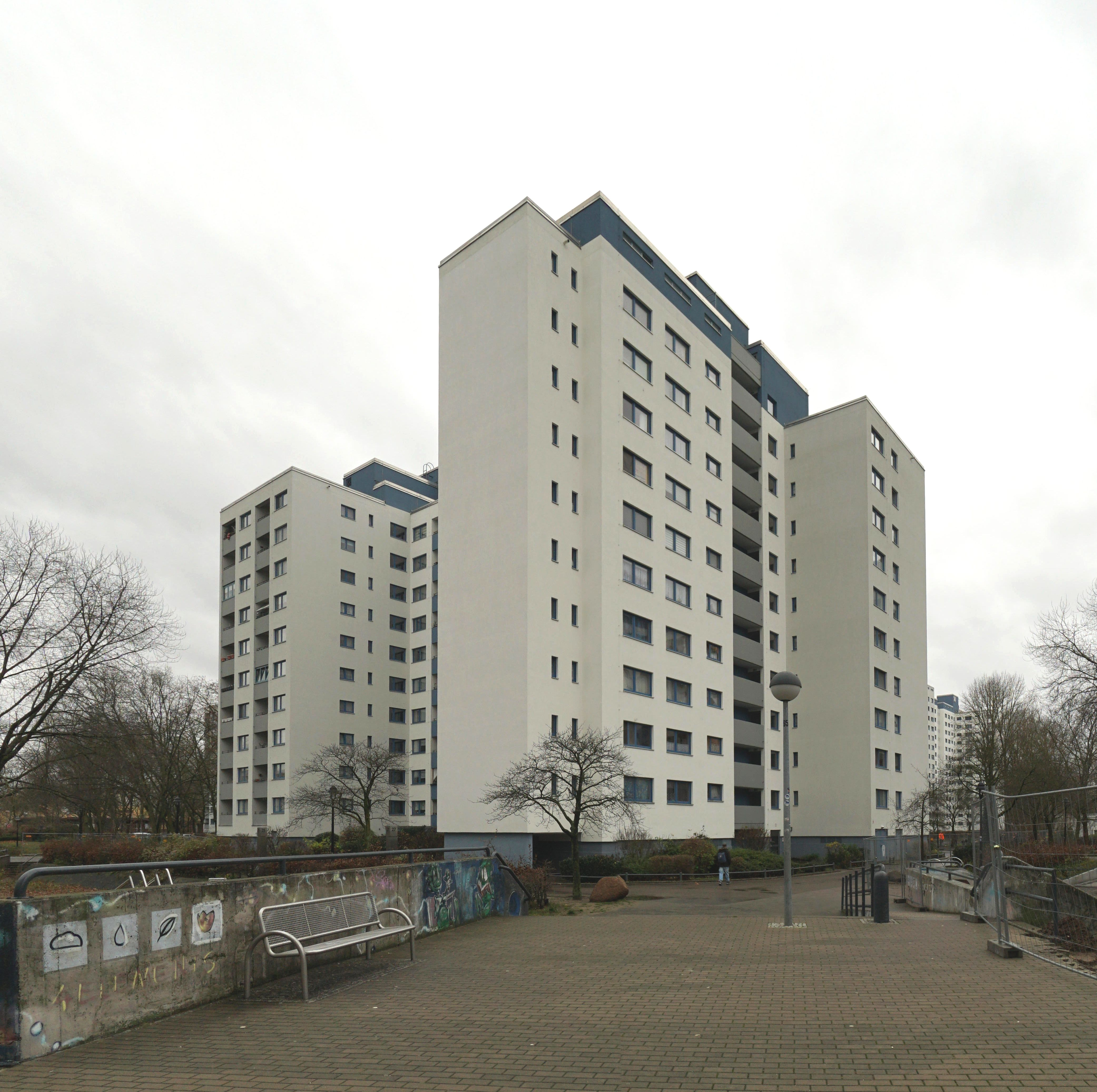
Wohnhausgruppe 916, Märkisches Viertel, Berlin-Reinickendorf, Entwurf 1966, Astra Zarina und Douglas Philip Haner, Ausführung 1968–1971, Astra Zarina, Erwin Eickhoff, Siegfried Hoffie

Astra Zarina (* 25. August 1929 in Riga, Lettland; † 31. August 2008 in Civita, Italien) war eine lettisch-US-amerikanische Architektin und Universitätsprofessorin. In Berlin befindet sich einer ihrer umfangreichsten ausgeführten Entwürfe – mehr als 1000 Wohnungen im Märkischen Viertel.

## Leben & Werk
Zarina stammte aus einer Familie der oberen Mittelschicht, hatte drei Geschwister und verbrachte ihre Kindheit in Riga. Nach der russischen Besetzung Lettlands emigrierte die Familie 1941 zunächst nach Salzburg. Nach dem Ende des Zweiten Weltkriegs zogen sie ins süddeutsche Esslingen und dann weiter in die USA, wo die Familie zunächst eine Farm betrieb, später arbeitete der Vater als Hausmeister.  Zwei Jahre lang, von 1947 bis 1949, studierte Zarina Architektur in Karlsruhe, unter anderem bei Egon Eiermann. Danach, in den USA, führte Zarina das Studium ab 1951 University of Washington in Seattle bis zum Bachelorabschluss im Jahr 1953 fort. Es folgte ein Jahr praktische Arbeit als Angestellte im Architekturbüro von Paul Hayden Kirk. 1954 begann sie das Masterstudium am Massachusetts Institute of Technology in Cambridge (Massachusetts) und schloss es mit einem Master im Fach Architektur ab. In den Jahren nach diesem Abschluss arbeitete Astra Zarina als Angestellte im Büro von Minoru Yamasaki, dem Architekten des World Trade Centers in Manhattan.
Das Jahr 1960 war ein Wendepunkt im Leben von Zarina. Sie zog nach Rom, nachdem sie – als erste Frau – ein Aufenthaltsstipendium der American Academy in Rome erhalten hatte. Sie war außerdem Fulbright-Stipendiatin, dadurch war ihr Aufenthalt in der italienischen Hauptstadt für zwei Jahre finanziell gesichert. Anfangs war Zarina noch Modernistin. Nachdem sie sich jedoch mit der römischen Baugeschichte und Architektur auseinandergesetzt hatte, änderte sich ihr Ansatz und sie setzte sich für die Erhaltung von Bestandsbauten ein sowie für mehr öffentliche Flächen.
Ab 1965 unterrichtete sie regelmäßig als Gastdozentin an der University of Washington. 1970 begann Zarina, in Rom eine Lehrinstitution für Studierende aus den USA zu etablieren. Ihr Lehrangebot war zunächst nur auf sogenannte Summer Schools beschränkt. Zarina vermittelte ihren Studierenden dabei nicht nur Architekturkenntnisse, sondern förderte auch ihr Interesse an der Kultur, am Kochen und an der Konversation. 1984 gelang es ihr, eine permanente Dependance der University of Washington in Rom einzurichten, die sie als Professorin bis in die späten 1990er Jahre leitete. Das Programm gibt es bis heute. Einer ihrer Studenten war Steven Holl.
In erster Ehe war Astra Zarina mit dem Architekten Douglas Phillip Haner verheiratet. Haner und Zarina trennten sich jedoch in den späteren 1960er Jahren. Gemeinsam mit ihrem zweiten Ehemann Anthony Costa Heywood wandte sich Zarina der Denkmalpflege zu. Sie und Heywood arbeiteten intensiv in der Gemeinde Civita di Bagnoregio und ließen sich später auch dort nieder. Astra Zarina ging im Jahr 2000 in den Ruhestand und verbrachte die Zeit bis zu ihrem Tod im Jahr 2008 in Civita.
Eine herausragende Stellung im Werk Zarinas nimmt die Wohnbebauung im Märkischen Viertel ein. Zarina und ihr damaliger Ehemann Douglas Haner gehörten zu den wenigen internationalen Beteiligten bei der Planung dieser Großwohnsiedlung. Der Zarina und Haner zugeteilte Bereich des Märkischen Viertels – bezeichnet als Wohnhausgruppe 916 – stellte mit 1.148 Wohneinheiten eins der größten zusammenhängenden Wohnfelder dar. Die Bebauung befindet sich nördlich der Wesendorfer Straße, östlich vom Senftenberger Ring. Rein quantitativ gesehen ist der Beitrag von Astra Zarina am Märkischen Viertel substanziell. Allerdings musste sie auf Drängen der Hauptplaner des Märkischen Viertels – Georg Heinrichs, Hans Christian Müller und Werner Düttmann – ihre Planung so stark abändern, dass von ihren und Douglas Haners Ideen kaum etwas erhalten blieb. Während der Planungsphase wurde die Ehe von Zarina und Haner geschieden, Astra Zarina vollendete Bau und Planung gemeinsam mit Mitarbeitern aus dem Büro von Georg Heinrichs: Siegfried Hoffie und Erwin Eickhoff.

## Rezeption
Obwohl Astra Zarina eine Vorreiterin als Architektin im Massenwohnungsbau war, gilt sie weithin als „unbekannt“ oder „vergessen“. Die Beteiligung von Astra Zarina am Märkischen Viertel wurde in Publikationen heruntergespielt. In den Plänen des Märkischen Viertels aus der frühen Planungsphase steht nur der Name ihres damaligen Ehemanns – Haner. Selbst nach seinem Ausscheiden wurde Haner als Architekt genannt, und nicht Zarina. Hinzu kam der Umstand, dass Heinrichs, Müller und Düttmann die Architektin zu drastischen Überarbeitungen drängten, mehr als bei ihren männlichen Kollegen. Sie selbst verfasste 1968 einen Comic, in welchem sie diesen Überarbeitungsprozess mit einem Fleischwolf illustrierte. Auch der Umstand, dass man ihr Siegfried Hoffie und Erwin Eickhoff zur Seite stellte, um die Planung zu vollenden und auszuführen, spricht dafür, dass man Astra Zarina nach ihrer Trennung von Douglas Haner nicht als vollwertige Planerin akzeptierte. In einer abschließenden Dokumentation des Projekts seitens des Berliner Senats wurden zwar die internationalen Architekten des Märkischen Viertels hervorgehoben, Astra Zarina jedoch nicht erwähnt.